# Play Me Backwards
Play Me Backwards es el vigesimotercer álbum de estudio de la cantante estadounidense Joan Báez, publicado por la compañía discográfica Vanguard Records en noviembre de 1993. Además de composiciones propias, el álbum incluyó temas de compositores como Mary Chapin Carpenter y Janis Ian, entre otros. El álbum marcó también la primera vez que Báez trabajó con los productores Kenny Greenberg y Wally Wilson, con quienes continuó trabajando durante gran parte de la década de 1990. El álbum fue nominado al Grammy en la categoría de mejor álbum de folk contemporáneo. Para su grabación, Báez trabajó en Nashville por primera vez desde que grabara en 1972 Come from the Shadows.
En 2012, con motivo de su 25.º aniversario, Play Me Backwards fue reeditado con nuevas notas y tres temas extra grabados durante las sesiones originales: «The Trouble with the Truth», «Medicine Wheel» y una versión de la canción de Bob Dylan «Seven Curses».

## Lista de canciones
Todas las canciones compuestas por Joan Báez, Wally Wilson y Kenny Greenberg excepto donde se anota.
1. «Play Me Backwards» - 4:11
2. «Amsterdam» (Janis Ian) - 3:17
3. «Isaac and Abraham» - 1:54
4. «Stones in the Road» (Mary Chapin Carpenter) - 4:44
5. «Steal Across the Border» (Ron Davies) - 3:00
6. «I'm with You» (Báez) - 2:54
7. «I'm with You» (Reprise) (Báez) - 1:00
8. «Strange Rivers» (John Stewart) - 3:52
9. «Through Your Hands» (John Hiatt) - 4:30
10. «The Dream Song» - 3:23
11. «The Edge of Glory» - 4:17

## Personal
- Joan Báez: guitarra y voz
- Greg Barnhill: coros
- Richard Bennett: guitarra eléctrica
- Ashley Cleveland: coros
- Chad Cromwell: batería
- Jerry Douglas: dobro, guitarra, lap steel guitar
- Carl Gorodetzky: violín
- Kenny Greenberg: guitarra acústica y eléctrica
- Vicki Hampton: coros
- Mike Lawler: órgano y sintetizador
- Bob Mason: violonchelo
- Edgar Meyer: contrabajo
- Jonell Mosser: coros
- Steve Nathan: órgano y Wurlitzer
- Cyndi Richardson: coros
- Jerry Roady: percusión
- Tom Roady: percusión
- Chris Rodriguez: coros
- Pamela Sixfin: violín
- James Stroud: batería
- Marcos Suzano: percusión
- Willie Weeks: bajo
- Kristin Wilkinson: viola
- Wally Wilson: piano y sintetizador
- Glenn Worf: bajo